# Salernitana Sport 1993-1994
Questa voce raccoglie le informazioni riguardanti la Salernitana Sport nelle competizioni ufficiali della stagione 1993-1994.

## Stagione

Esultanza e lacrime dopo la promozione in Serie B ottenuta ai Play Off

La Stagione 1993-1994 é una delle  annate più importanti per il club granata: inizia a Salerno l'era di Delio Rossi. L'ex tecnico della squadra Primavera del Foggia, arrivato fra lo scetticismo generale che poi sfociò in aperta e dura contestazione, avrebbe scritto pagine memorabili nella Storia dei granata. Intanto, contro tutti i pronostici e le previsioni,fu capace di riportare in Serie B dopo 3 stagioni i campani, centrando l'obiettivo promozione con la vittoria dei play-off. 
Dopo aver disputato un campionato esaltante concluso al secondo posto a pari merito con la Reggina e subendo solo due sconfitte in totale, nella post season, la Salernitana batte dapprima la Lodigiani in semifinale, e poi in finale la Juve Stabia di fronte a circa 40.000 spettatori presenti allo Stadio San Paolo.
A impreziosire e dare ancora più lustro all'esaltante stagione dei granata, si aggiunse anche la conquista da parte di Pisano del titolo di capocannoniere del campionato. Un evento che mancava da 10 anni esatti: nel 1983-84, infatti, fu Giovanni Zaccaro a salire sul tetto della classifica dei bomber.
In Coppa Italia la Salernitana viene eliminata al primo turno per mano dell'Udinese (vittoriosa per 2-1 all'Arechi dopo l'iniziale vantaggio granata siglato da Pisano), mentre in Coppa Italia di Serie C, dopo aver eliminato Sangiuseppese, Casarano e Giarre, viene estromessa in semifinale dal Perugia per la regola dei gol segnati in trasferta ed esce dalla competizione senza aver perso una sola partita.

## Divise e sponsor
Lo sponsor tecnico per la stagione 1993-1994 è Erreà, mentre lo sponsor ufficiale è Cassa Rurale Artigiana Salerno (CRAS), La divisa casalinga è composta da una maglia granata con bordi bianchi sulle maniche, pantaloncini neri con bordi granata e calzettoni granata mentre la divisa da trasferta è interamente bianca con due righe diagonali granata tra le spalle e il torace. In entrambe le divise è presente lo scudetto quadrato.
| Casa | Trasferta |

## Organigramma societario
Fonte
Area direttiva
- Presidente: carica vacante[1]
- Amministratore Delegato: Franco Del Mese, dal 21 marzo 1994 Antonio Loschiavo
- Segretario: Diodato Abagnara

Area tecnica
- Direttore Sportivo: Renzo Castagnini
- Allenatore: Delio Rossi
- Allenatore in seconda: Vincenzo Marino

Area sanitaria
- Medico Sociale: Giuseppe Palumbo
- Massaggiatore: Giovanni Carmando
- Magazziniere: Alfonso De Santo

## Rosa
| N. |                   | Ruolo | Calciatore           |
| -- | ----------------- | ----- | -------------------- |
|    | Italia (bandiera) | P     | Antonio Chimenti     |
|    | Italia (bandiera) | P     | Luigi Genovese       |
|    | Italia (bandiera) | D     | Mauro Cellini        |
|    | Italia (bandiera) | D     | Gianfranco Circati   |
|    | Italia (bandiera) | D     | Mauro Facci          |
|    | Italia (bandiera) | D     | Salvatore Fresi      |
|    | Italia (bandiera) | D     | Gianluca Grassadonia |
|    | Italia (bandiera) | D     | Claudio Grimaudo     |
|    | Italia (bandiera) | D     | Vito Incrivaglia     |
|    | Italia (bandiera) | D     | Vittorio Tosto       |
|    | Italia (bandiera) | C     | Roberto Breda        |
|    | Italia (bandiera) | C     | Antonello Corradino  |

| N. |                   | Ruolo | Calciatore                 |
| -- | ----------------- | ----- | -------------------------- |
|    | Italia (bandiera) | C     | Fausto Di Feo              |
|    | Italia (bandiera) | C     | Carmine Di Noia            |
|    | Italia (bandiera) | C     | Gioseppe Lo Polito         |
|    | Italia (bandiera) | C     | Paolo Rachini              |
|    | Italia (bandiera) | C     | Pietro Strada              |
|    | Italia (bandiera) | C     | Francesco Tudisco          |
|    | Italia (bandiera) | A     | Giovanni Pisano (capitano) |
|    | Italia (bandiera) | A     | Massimiliano De Silvestro  |
|    | Italia (bandiera) | A     | Tiziano D'Isidoro          |
|    | Italia (bandiera) | A     | Roberto Genco              |
|    | Italia (bandiera) | A     | Alvaro Zian                |
|    | Italia (bandiera) | A     | Carlo Ricchetti            |

## Calciomercato
| Acquisti | Acquisti             | Acquisti       | Acquisti |
| R.       | Nome                 | da             | Modalità |
| -------- | -------------------- | -------------- | -------- |
| P        | Antonio Chimenti     | Sambenedettese |          |
| D        | Gianfranco Circati   | Parma          | prestito |
| D        | Salvatore Fresi      | Foggia         |          |
| D        | Gianluca Grassadonia | Foggia         |          |
| D        | Vito Incrivaglia     | Trapani        |          |
| D        | Vittorio Tosto       | Fiorentina     | prestito |
| C        | Roberto Breda        | Sampdoria      |          |
| C        | Antonello Corradino  |                |          |
| C        | Fausto Di Feo        |                |          |
| C        | Carmine Di Noia      |                |          |
| C        | Paolo Rachini        | Francavilla    |          |
| A        | Roberto Genco        | Trento         |          |
| A        | Alvaro Zian          | Giarre         |          |
| A        | Carlo Ricchetti      | Monza          |          |

| Cessioni | Cessioni                 | Cessioni  | Cessioni      |
| R.       | Nome                     | a         | Modalità      |
| -------- | ------------------------ | --------- | ------------- |
| P        | Michele Di Benedetto     |           |               |
| P        | Antonio Efficie          | Giarre    |               |
| D        | Emilio Affuso            | Novara    | prestito      |
| D        | Stefano Fattori          | Verona    | fine prestito |
| D        | Ciro Ferrara             | Palermo   |               |
| D        | Andrea Guerra            | Verona    |               |
| D        | Claudio Lombardo         | Gualdo    |               |
| D        | Mario Somma              | Avellino  |               |
| C        | Vladimiro Caramel        | Cosenza   |               |
| C        | Gabriele Landi           |           | ritirato      |
| A        | Vincenzo Di Maio         | Foggia    |               |
| A        | Fabio Fratena            | Aosta     |               |
| A        | Gianni Matticari         | Lodigiani |               |
| A        | Tiziano Naimoli          |           |               |
| A        | Massimiliano Santaniello |           |               |
| A        | Stefano Sgherri          |           |               |

## Risultati

### Serie C1

#### Girone di andata
| Salerno 12 settembre 1993 1ª giornata | Salernitana | 0 – 0 referto | Leonzio | Stadio Arechi |

| Matera 19 settembre 1993 2ª giornata | Matera | 0 – 0 referto | Salernitana | Stadio XXI Settembre |

| Salerno 26 settembre 1993 3ª giornata       | Salernitana | 1 – 0 referto | Ischia Isolaverde | Stadio Arechi |
| \| \| \| \| \| Pisano 7’ \| Marcatori \| \| |             |               |                   |               |
|                                             |             |               |                   |               |
| Pisano 7’                                   | Marcatori   |               |                   |               |

| Reggio Calabria 3 ottobre 1993 4ª giornata                          | Reggina   | 2 – 0 referto | Salernitana | Stadio Oreste Granillo |
| \| \| \| \| \| Fontana 13’ (rig.) Passiatore 38’ \| Marcatori \| \| |           |               |             |                        |
|                                                                     |           |               |             |                        |
| Fontana 13’ (rig.) Passiatore 38’                                   | Marcatori |               |             |                        |

| Salerno 10 ottobre 1993 5ª giornata                                            | Salernitana | 2 – 1 referto | Avellino | Stadio Arechi |
| \| \| \| \| \| De Silvestro 7’ Pisano 78’ (rig.) \| Marcatori \| 30’ Fresta \| |             |               |          |               |
|                                                                                |             |               |          |               |
| De Silvestro 7’ Pisano 78’ (rig.)                                              | Marcatori   | 30’ Fresta    |          |               |

| Chieti 17 ottobre 1993 6ª giornata | Chieti | 0 – 0 referto | Salernitana | Stadio Guido Angelini |

| Roma 24 ottobre 1993 7ª giornata                            | Lodigiani | 1 – 1 referto | Salernitana | Stadio Flaminio |
| \| \| \| \| \| Ferraro 65’ \| Marcatori \| 26’ Ricchetti \| |           |               |             |                 |
|                                                             |           |               |             |                 |
| Ferraro 65’                                                 | Marcatori | 26’ Ricchetti |             |                 |

| Salerno 31 ottobre 1993 8ª giornata         | Salernitana | 1 – 0 referto | Casarano | Stadio Arechi |
| \| \| \| \| \| Pisano 9’ \| Marcatori \| \| |             |               |          |               |
|                                             |             |               |          |               |
| Pisano 9’                                   | Marcatori   |               |          |               |

| Giarre 7 novembre 1993 9ª giornata | Giarre | 0 – 0 referto | Salernitana | Stadio Regionale |

| Salerno 14 novembre 1993 10ª giornata                              | Salernitana | 2 – 1 referto | Siena | Stadio Arechi |
| \| \| \| \| \| De Silvestro 20’, 49’ \| Marcatori \| 85’ Marino \| |             |               |       |               |
|                                                                    |             |               |       |               |
| De Silvestro 20’, 49’                                              | Marcatori   | 85’ Marino    |       |               |

| Salerno 21 novembre 1993 11ª giornata                     | Salernitana | 1 – 1 referto | Sambenedettese | Stadio Arechi |
| \| \| \| \| \| Tudisco 43’ \| Marcatori \| 12’ Damiani \| |             |               |                |               |
|                                                           |             |               |                |               |
| Tudisco 43’                                               | Marcatori   | 12’ Damiani   |                |               |

| Barletta 28 novembre 1993 12ª giornata        | Barletta  | 0 – 1 referto | Salernitana | Stadio Cosimo Puttilli |
| \| \| \| \| \| \| Marcatori \| 90+2’ Tosto \| |           |               |             |                        |
|                                               |           |               |             |                        |
|                                               | Marcatori | 90+2’ Tosto   |             |                        |

| Salerno 5 dicembre 1993 13ª giornata                         | Salernitana | 1 – 1 referto     | Nola | Stadio Arechi |
| \| \| \| \| \| Zian 71’ \| Marcatori \| 29’ (rig.) Casale \| |             |                   |      |               |
|                                                              |             |                   |      |               |
| Zian 71’                                                     | Marcatori   | 29’ (rig.) Casale |      |               |

| Potenza 12 dicembre 1993 14ª giornata                                                 | Potenza   | 1 – 2 referto              | Salernitana | Stadio Alfredo Viviani |
| \| \| \| \| \| Delle Donne 90+3’ (rig.) \| Marcatori \| 3’ Strada 9’ (rig.) Pisano \| |           |                            |             |                        |
|                                                                                       |           |                            |             |                        |
| Delle Donne 90+3’ (rig.)                                                              | Marcatori | 3’ Strada 9’ (rig.) Pisano |             |                        |

| Salerno 19 dicembre 1993 15ª giornata                                    | Salernitana | 3 – 1 referto | Juventus Stabia | Stadio Arechi |
| \| \| \| \| \| Pisano 9’, 36’ Genco 90+1’ \| Marcatori \| 79’ Musella \| |             |               |                 |               |
|                                                                          |             |               |                 |               |
| Pisano 9’, 36’ Genco 90+1’                                               | Marcatori   | 79’ Musella   |                 |               |

| Perugia 24 dicembre 1993 16ª giornata                              | Perugia   | 3 – 0 referto | Salernitana | Stadio Renato Curi |
| \| \| \| \| \| Cornacchini 31’ (rig.), 74’, 79’ \| Marcatori \| \| |           |               |             |                    |
|                                                                    |           |               |             |                    |
| Cornacchini 31’ (rig.), 74’, 79’                                   | Marcatori |               |             |                    |

| Salerno 16 gennaio 1994 17ª giornata            | Salernitana | 1 – 0 referto | Siracusa | Stadio Arechi |
| \| \| \| \| \| D'Isidoro 35’ \| Marcatori \| \| |             |               |          |               |
|                                                 |             |               |          |               |
| D'Isidoro 35’                                   | Marcatori   |               |          |               |

#### Girone di ritorno
| Lentini 23 gennaio 1994 18ª giornata | Leonzio | 0 – 0 referto | Salernitana | Stadio Angelino Nobile |

| Salerno 30 gennaio 1994 19ª giornata | Salernitana | 0 – 0 referto | Matera | Stadio Arechi |

| Ischia 6 febbraio 1994 20ª giornata                                                     | Ischia Isolaverde | 2 – 2 referto             | Salernitana | Stadio Enzo Mazzella |
| \| \| \| \| \| Martusciello 59’ Gonano 63’ \| Marcatori \| 9’ De Silvestro 65’ Fresi \| |                   |                           |             |                      |
|                                                                                         |                   |                           |             |                      |
| Martusciello 59’ Gonano 63’                                                             | Marcatori         | 9’ De Silvestro 65’ Fresi |             |                      |

| Salerno 13 febbraio 1994 21ª giornata        | Salernitana | 1 – 0 referto | Reggina | Stadio Arechi |
| \| \| \| \| \| Pisano 13’ \| Marcatori \| \| |             |               |         |               |
|                                              |             |               |         |               |
| Pisano 13’                                   | Marcatori   |               |         |               |

| Avellino 20 febbraio 1994 22ª giornata      | Avellino  | 0 – 1 referto | Salernitana | Stadio Partenio |
| \| \| \| \| \| \| Marcatori \| 76’ Breda \| |           |               |             |                 |
|                                             |           |               |             |                 |
|                                             | Marcatori | 76’ Breda     |             |                 |

| Salerno 6 marzo 1994 23ª giornata                                                                      | Salernitana | 5 – 1 referto | Chieti | Stadio Arechi |
| \| \| \| \| \| De Silvestro 14’ Ricchetti 23’ Pisano 36’, 43’, 68’ (rig.) \| Marcatori \| 2’ Faieta \| |             |               |        |               |
| |             |               |        |               |
| De Silvestro 14’ Ricchetti 23’ Pisano 36’, 43’, 68’ (rig.)                                             | Marcatori   | 2’ Faieta     |        |               |

| Salerno 13 marzo 1994 24ª giornata                                                | Salernitana | 3 – 1 referto | Lodigiani | Stadio Arechi |
| \| \| \| \| \| Pisano 9’, 90+3’ (rig.) Strada 90’ \| Marcatori \| 72’ Baglieri \| |             |               |           |               |
|                                                                                   |             |               |           |               |
| Pisano 9’, 90+3’ (rig.) Strada 90’                                                | Marcatori   | 72’ Baglieri  |           |               |

| Casarano 20 marzo 1994 25ª giornata                                      | Casarano  | 1 – 1 referto       | Salernitana | Stadio Giuseppe Capozza |
| \| \| \| \| \| Passoni 65’ (rig.) \| Marcatori \| 26’ (aut.) Ottolina \| |           |                     |             |                         |
|                                                                          |           |                     |             |                         |
| Passoni 65’ (rig.)                                                       | Marcatori | 26’ (aut.) Ottolina |             |                         |

| Salerno 27 marzo 1994 26ª giornata                                                            | Salernitana | 5 – 1 referto | Giarre | Stadio Arechi |
| \| \| \| \| \| Ricchetti 9’, 75’ Tudisco 45’ Zian 59’ Pisano 83’ \| Marcatori \| 74’ Mosca \| |             |               |        |               |
|                                                                                               |             |               |        |               |
| Ricchetti 9’, 75’ Tudisco 45’ Zian 59’ Pisano 83’                                             | Marcatori   | 74’ Mosca     |        |               |

| Siena 10 aprile 1994 27ª giornata                              | Siena     | 1 – 1 referto    | Salernitana | Artemio Franchi |
| \| \| \| \| \| Coppola 64’ \| Marcatori \| 34’ De Silvestro \| |           |                  |             |                 |
|                                                                |           |                  |             |                 |
| Coppola 64’                                                    | Marcatori | 34’ De Silvestro |             |                 |

| San Benedetto del Tronto 17 aprile 1994 28ª giornata                                    | Sambenedettese | 2 – 2 referto          | Salernitana | Stadio Riviera delle Palme |
| \| \| \| \| \| Manari 34’ Esposito 45’ (rig.) \| Marcatori \| 40’ (rig.), 63’ Pisano \| |                |                        |             |                            |
|                                                                                         |                |                        |             |                            |
| Manari 34’ Esposito 45’ (rig.)                                                          | Marcatori      | 40’ (rig.), 63’ Pisano |             |                            |

| Benevento 24 aprile 1994 29ª giornata                                                  | Salernitana | 3 – 1 referto  | Barletta | Stadio Santa Colomba |
| \| \| \| \| \| Pisano 34’ Ricchetti 55’ Grimaudo 90’ \| Marcatori \| 75’ Sansonetti \| |             |                |          |                      |
|                                                                                        |             |                |          |                      |
| Pisano 34’ Ricchetti 55’ Grimaudo 90’                                                  | Marcatori   | 75’ Sansonetti |          |                      |

| Nola 1º maggio 1994 30ª giornata                                | Nola      | 0 – 3 referto                 | Salernitana | Stadio Sporting Club |
| \| \| \| \| \| \| Marcatori \| 15’ Ricchetti 33’, 78’ Pisano \| |           |                               |             |                      |
|                                                                 |           |                               |             |                      |
|                                                                 | Marcatori | 15’ Ricchetti 33’, 78’ Pisano |             |                      |

| Salerno 8 maggio 1994 31ª giornata                      | Salernitana | 2 – 0 referto | Invicta Potenza | Stadio Arechi |
| \| \| \| \| \| Rachini 45’ Fresi 50’ \| Marcatori \| \| |             |               |                 |               |
|                                                         |             |               |                 |               |
| Rachini 45’ Fresi 50’                                   | Marcatori   |               |                 |               |

| Castellammare di Stabia 15 maggio 1994 32ª giornata     | Juventus Stabia | 1 – 1 referto | Salernitana | Stadio Romeo Menti |
| \| \| \| \| \| Musella 88’ \| Marcatori \| 19’ Breda \| |                 |               |             |                    |
|                                                         |                 |               |             |                    |
| Musella 88’                                             | Marcatori       | 19’ Breda     |             |                    |

| Salerno 22 maggio 1994 33ª giornata | Salernitana | 0 – 0 referto | Perugia | Stadio Arechi |

| Siracusa 29 maggio 1994 34ª giornata                        | Siracusa  | 1 – 1 referto | Salernitana | Stadio Arechi |
| \| \| \| \| \| Logarzo 54’ \| Marcatori \| 11’ D'Isidoro \| |           |               |             |               |
|                                                             |           |               |             |               |
| Logarzo 54’                                                 | Marcatori | 11’ D'Isidoro |             |               |

#### Play-off
| Roma 5 giugno 1994 Semifinale - Andata                          | Lodigiani | 1 – 1 referto     | Salernitana | Stadio Olimpico |
| \| \| \| \| \| Chirico 38’ \| Marcatori \| 58’ (rig.) Pisano \| |           |                   |             |                 |
|                                                                 |           |                   |             |                 |
| Chirico 38’                                                     | Marcatori | 58’ (rig.) Pisano |             |                 |

| Salerno 16 giugno 1994 Semifinale - Ritorno                                  | Salernitana | 4 – 0 referto | Lodigiani | Stadio Arechi |
| \| \| \| \| \| Fresi 17’ Pisano 26’, 51’ De Silvestro 68’ \| Marcatori \| \| |             |               |           |               |
|                                                                              |             |               |           |               |
| Fresi 17’ Pisano 26’, 51’ De Silvestro 68’                                   | Marcatori   |               |           |               |

| Napoli 22 giugno 1994 Finale                                 | Salernitana | 3 – 0 referto | Juventus Stabia | Stadio San Paolo (40.000 spett.) |
| \| \| \| \| \| Tudisco 50’, 55’ Breda 82’ \| Marcatori \| \| |             |               |                 |                                  |
|                                                              |             |               |                 |                                  |
| Tudisco 50’, 55’ Breda 82’                                   | Marcatori   |               |                 |                                  |

### Coppa Italia
| Salerno 22 agosto 1993 Primo turno                                   | Salernitana | 1 – 2 referto           | Udinese | Stadio Arechi |
| \| \| \| \| \| Pisano 29’ \| Marcatori \| 44’ Desideri 66’ Branca \| |             |                         |         |               |
|                                                                      |             |                         |         |               |
| Pisano 29’                                                           | Marcatori   | 44’ Desideri 66’ Branca |         |               |

### Coppa Italia Serie C
| Salerno Sedicesimi di finale - Andata                                                     | Salernitana | 4 – 1 referto  | Sangiuseppese | Stadio Arechi |
| \| \| \| \| \| Genco 53’ Zian 67’ De Silvestro 69’, 90’ \| Marcatori \| 44’ Fontanella \| |             |                |               |               |
|                                                                                           |             |                |               |               |
| Genco 53’ Zian 67’ De Silvestro 69’, 90’                                                  | Marcatori   | 44’ Fontanella |               |               |

| San Giuseppe Vesuviano Sedicesimi di finale - Ritorno | Sangiuseppese | 0 – 1 referto | Salernitana | Campo Comunale Murialdo |
| \| \| \| \| \| \| Marcatori \| 86’ Zian \|            |               |               |             |                         |
|                                                       |               |               |             |                         |
|                                                       | Marcatori     | 86’ Zian      |             |                         |

| Casarano Ottavi di finale - Andata                                               | Casarano  | 1 – 4 referto                      | Salernitana | Stadio Giuseppe Capozza |
| \| \| \| \| \| Calcagno 4’ \| Marcatori \| 53’, 55’, 82’ D'Isidoro 78’ Di Feo \| |           |                                    |             |                         |
|                                                                                  |           |                                    |             |                         |
| Calcagno 4’                                                                      | Marcatori | 53’, 55’, 82’ D'Isidoro 78’ Di Feo |             |                         |

| Salerno Ottavi di finale - Ritorno                       | Salernitana | 2 – 0 referto | Casarano | Stadio Arechi |
| \| \| \| \| \| D'Isidoro 54’ Zian 88’ \| Marcatori \| \| |             |               |          |               |
|                                                          |             |               |          |               |
| D'Isidoro 54’ Zian 88’                                   | Marcatori   |               |          |               |

| Giarre Quarti di finale - Andata                              | Giarre    | 1 – 1             | Salernitana | Stadio Regionale |
| \| \| \| \| \| Mosca 84’ \| Marcatori \| 81’ (rig.) Pisano \| |           |                   |             |                  |
|                                                               |           |                   |             |                  |
| Mosca 84’                                                     | Marcatori | 81’ (rig.) Pisano |             |                  |

| Salerno Quarti di finale - Ritorno                                          | Salernitana | 2 – 1 (d.t.s.) (1 – 1) referto | Giarre | Stadio Arechi |
| \| \| \| \| \| Genco 28’ D'Isidoro 112’ (rig.) \| Marcatori \| 37’ Bazeu \| |             |                                |        |               |
|                                                                             |             |                                |        |               |
| Genco 28’ D'Isidoro 112’ (rig.)                                             | Marcatori   | 37’ Bazeu                      |        |               |

| Salerno Semifinale - Andata                                                  | Salernitana | 2 – 2 referto         | Perugia | Stadio Arechi |
| \| \| \| \| \| Breda 38’ Pisano 70’ \| Marcatori \| 61’ Pagano 83’ Aiello \| |             |                       |         |               |
|                                                                              |             |                       |         |               |
| Breda 38’ Pisano 70’                                                         | Marcatori   | 61’ Pagano 83’ Aiello |         |               |

| Perugia Semifinale - Ritorno | Perugia | 0 – 0 referto | Salernitana | Stadio Renato Curi |

## Statistiche

### Statistiche di squadra
| Competizione         | Punti | In casa | In casa | In casa | In casa | In casa | In casa | In trasferta | In trasferta | In trasferta | In trasferta | In trasferta | In trasferta | Totale | Totale | Totale | Totale | Totale | Totale | DR  |
| Competizione         | Punti | G       | V       | N       | P       | Gf      | Gs      | G            | V            | N            | P            | Gf           | Gs           | G      | V      | N      | P      | Gf     | Gs     | DR  |
| -------------------- | ----- | ------- | ------- | ------- | ------- | ------- | ------- | ------------ | ------------ | ------------ | ------------ | ------------ | ------------ | ------ | ------ | ------ | ------ | ------ | ------ | --- |
| Serie C1             | 64    | 17      | 12      | 5       | 0       | 31      | 9       | 17           | 4            | 11           | 2            | 16           | 15           | 34     | 16     | 16     | 2      | 47     | 24     | +23 |
| Play-Off             | -     | 1       | 1       | 0       | 0       | 4       | 0       | 2            | 1            | 1            | 0            | 4            | 1            | 3      | 2      | 1      | 0      | 8      | 1      | +7  |
| Coppa Italia         | -     | 1       | 0       | 0       | 1       | 1       | 2       | 0            | 0            | 0            | 0            | 0            | 0            | 1      | 0      | 0      | 1      | 1      | 2      | -1  |
| Coppa Italia Serie C | -     | 4       | 3       | 1       | 0       | 10      | 4       | 4            | 2            | 2            | 0            | 6            | 2            | 8      | 5      | 3      | 0      | 16     | 6      | +10 |
| Totale               | -     | 23      | 16      | 6       | 1       | 46      | 15      | 23           | 7            | 14           | 2            | 26           | 18           | 46     | 23     | 20     | 3      | 72     | 33     | +39 |

### Andamento in campionato
| Giornata  | 1 | 2 | 3 | 4 | 5 | 6 | 7 | 8 | 9 | 10 | 11 | 12 | 13 | 14 | 15 | 16 | 17 | 18 | 19 | 20 | 21 | 22 | 23 | 24 | 25 | 26 | 27 | 28 | 29 | 30 | 31 | 32 | 33 | 34 |
| --------- | - | - | - | - | - | - | - | - | - | -- | -- | -- | -- | -- | -- | -- | -- | -- | -- | -- | -- | -- | -- | -- | -- | -- | -- | -- | -- | -- | -- | -- | -- | -- |
| Luogo     | C | T | C | T | C | T | T | C | T | C  | C  | T  | C  | T  | C  | T  | C  | T  | C  | T  | C  | T  | C  | C  | T  | C  | T  | T  | C  | T  | C  | T  | C  | T  |
| Risultato | N | N | V | P | V | N | N | V | N | V  | N  | V  | N  | V  | V  | P  | V  | N  | N  | N  | V  | V  | V  | V  | N  | V  | N  | N  | V  | V  | V  | N  | N  | N  |
| Posizione | ? | ? | ? | ? | ? | ? | ? | ? | ? | ?  | ?  | ?  | ?  | ?  | ?  | ?  | ?  | ?  | ?  | ?  | ?  | ?  | ?  | ?  | ?  | ?  | ?  | ?  | ?  | ?  | ?  | ?  | ?  | 3  |

Legenda:

Luogo: C = Casa; T = Trasferta. Risultato: V = Vittoria; N = Pareggio; P = Sconfitta.

### Statistiche dei giocatori
Sono in corsivo i calciatori che hanno lasciato la società a stagione in corso.
| Giocatore       | Serie C1 | Serie C1 | Coppa Italia | Coppa Italia | Coppa Italia Serie C | Coppa Italia Serie C | Totale   | Totale |
| Giocatore       | Presenze | Reti     | Presenze     | Reti         | Presenze             | Reti                 | Presenze | Reti   |
| --------------- | -------- | -------- | ------------ | ------------ | -------------------- | -------------------- | -------- | ------ |
| R. Breda        | 27       | 3        | ?            | 0            | 5                    | 1                    | 32+      | 4      |
| M. Cellini      | 4        | 0        | ?            | 0            | 2                    | 0                    | 6+       | 0      |
| A. Chimenti     | 30       | -21      | ?            | ?            | 3                    | -2                   | 33+      | -23+   |
| G. Circati      | 31       | 0        | ?            | 0            | 7                    | 0                    | 38+      | 0      |
| A. Corradino    | 1        | 0        | 5            | 0            | ?                    | 0                    | 6+       | 0      |
| M. De Silvestro | 32       | 7        | ?            | 0            | ?                    | 2                    | 32+      | 9      |
| F. Di Feo       | 2        | 0        | 0            | 0            | 2                    | 1                    | 4        | 1      |
| C. Di Noia      | 1        | 0        | 0            | 0            | 4                    | 0                    | 5        | 0      |
| T. D'Isidoro    | 18       | 2        | ?            | 0            | 7                    | 5                    | 25+      | 7      |
| M. Facci        | 31       | 0        | ?            | 0            | ?                    | 0                    | 31+      | 0      |
| S. Fresi        | 34       | 3        | ?            | 0            | ?                    | 0                    | 34+      | 3      |
| R. Genco        | 5        | 1        | ?            | 0            | 5                    | 2                    | 10+      | 3      |
| L. Genovese     | 7        | -4       | ?            | ?            | 5                    | -4                   | 12+      | -8+    |
| G. Grassadonia  | 17       | 0        | ?            | 0            | ?                    | 0                    | 17+      | 0      |
| C. Grimaudo     | 31       | 1        | ?            | 0            | ?                    | 0                    | 31+      | 1      |
| V. Incrivaglia  | 7        | 0        | 1            | 0            | 6                    | 0                    | 14       | 0      |
| G. Lo Polito    | 11       | 0        | ?            | 0            | ?                    | 0                    | 11+      | 0      |
| G. Pisano       | 35       | 21       | 1            | 1            | ?                    | 2                    | 36+      | 24     |
| P. Rachini      | 19       | 1        | ?            | 0            | 4                    | 0                    | 23+      | 1      |
| C. Ricchetti    | 30       | 6        | ?            | 0            | 3                    | 0                    | 33+      | 6      |
| P. Strada       | 33       | 2        | ?            | 0            | ?                    | 0                    | 33+      | 2      |
| V. Tosto        | 19       | 1        | ?            | 0            | 3                    | 0                    | 22+      | 1      |
| F. Tudisco      | 32       | 4        | ?            | 0            | ?                    | 0                    | 32+      | 4      |
| A. Zian         | 19       | 2        | 0            | 0            | 8                    | 3                    | 27       | 5      |

## Giovanili

### Organigramma
Fonte
- Responsabile Settore Giovanile: Giuseppe Adducci
- Segretario Settore Giovanile: Vincenzo D'Ambrosio
- Allenatore Berretti: Gaetano Zeoli